# Ágnes Valkai
Ágnes Valkai, född 27 februari 1981 i Lajosmizse, är en ungersk vattenpolospelare. Hon ingick i Ungerns landslag vid olympiska sommarspelen 2004 och 2008. Hon är syster till Erzsébet Valkai som 2004 var med i det ungerska laget men som 2008 spelade för Italien.
Valkai gjorde elva mål i damernas vattenpoloturnering i samband med de olympiska vattenpolotävlingarna 2004 i Aten där Ungern kom på sjätte plats. Hon gjorde sedan sju mål i damernas vattenpoloturnering i samband med de olympiska vattenpolotävlingarna 2008 i Peking där Ungern kom på fjärde plats.
Valkai tog EM-guld 2001 i Budapest och VM-guld 2005 i Montréal.